# Enno Hallek

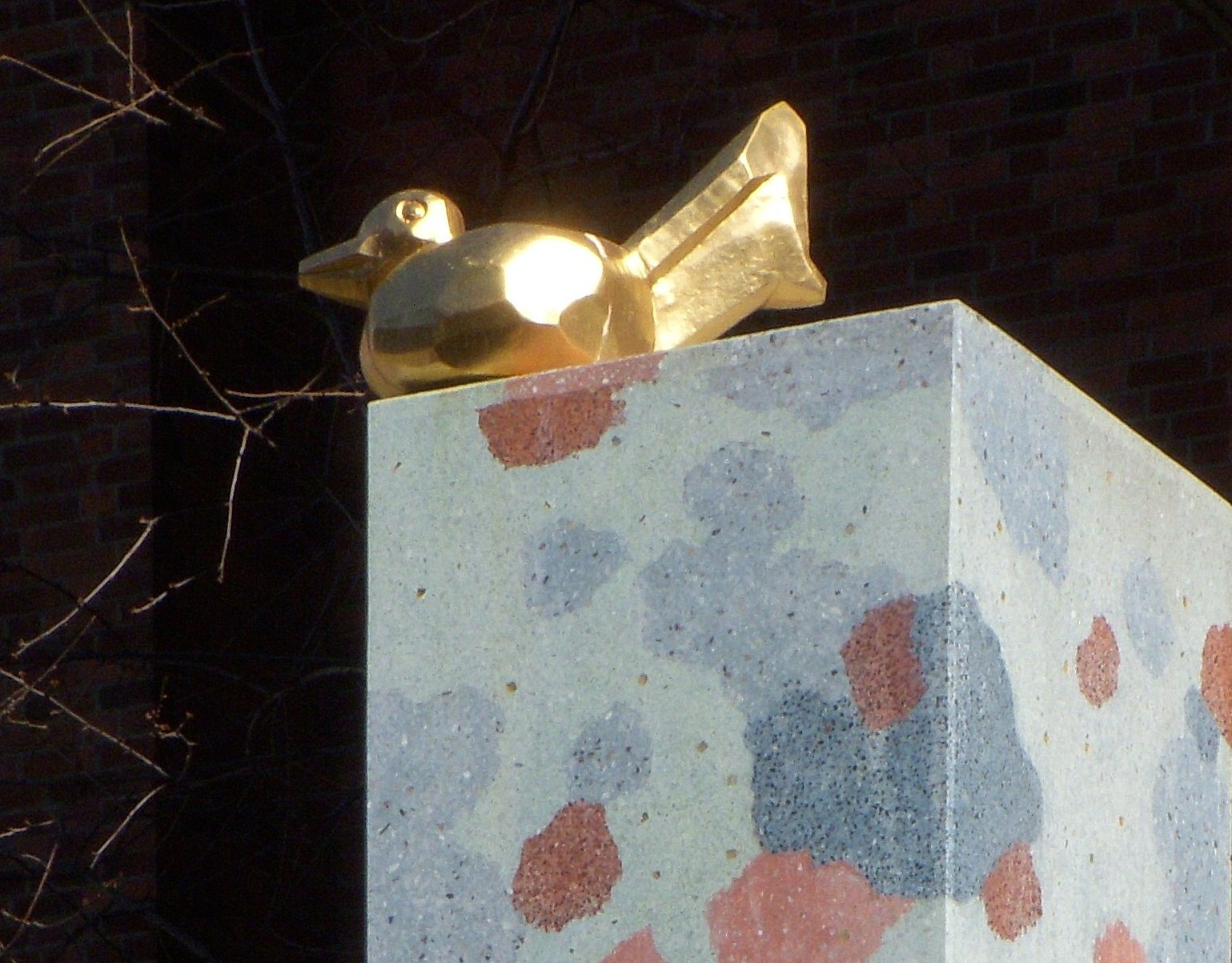
Enno Halleks "Pippi L" (detalj) från 1998.

Enno Hallek, född 1931 i Rus (estniska: Rohuküla) i Estland, är en svensk målare, skulptör och professor.
Hallek kom till Sverige som flykting 1943 tillsammans med sin familj. Han utbildade sig vid Kungliga Konsthögskolan 1953–1958 och hade sin första separatutställning 1963 på Konstnärshuset i Stockholm. Han var professor i måleri vid Kungliga konsthögskolan 1981–1991. Tillsammans med Åke Pallarp har han stått för den konstnärliga utformningen av Stadions tunnelbanestation i Stockholm.

## Uppväxt
Hallek föddes i Rohuküla i Estland 1931 där hans far var fiskare. Familjen flydde undan den tyska ockupationen av Estland på faderns fisketrålare och hamnade i fiskeläget Torsö, på Listerlandet i västra Blekinge. På Torsö slog sig familjen ned som fiskare. Han tog under 1940-talet teckningskurser per korrespondens och fick, efter att ha vunnit en teckningstävling i skolan, möjlighet att besöka Paris. Hallek flyttade till Stockholm 1950 och började på Signe Barths målarskola. Han kom 1953 in på Kungliga Konsthögskolan där han under fem år utbildade sig.

## Konstnärskap

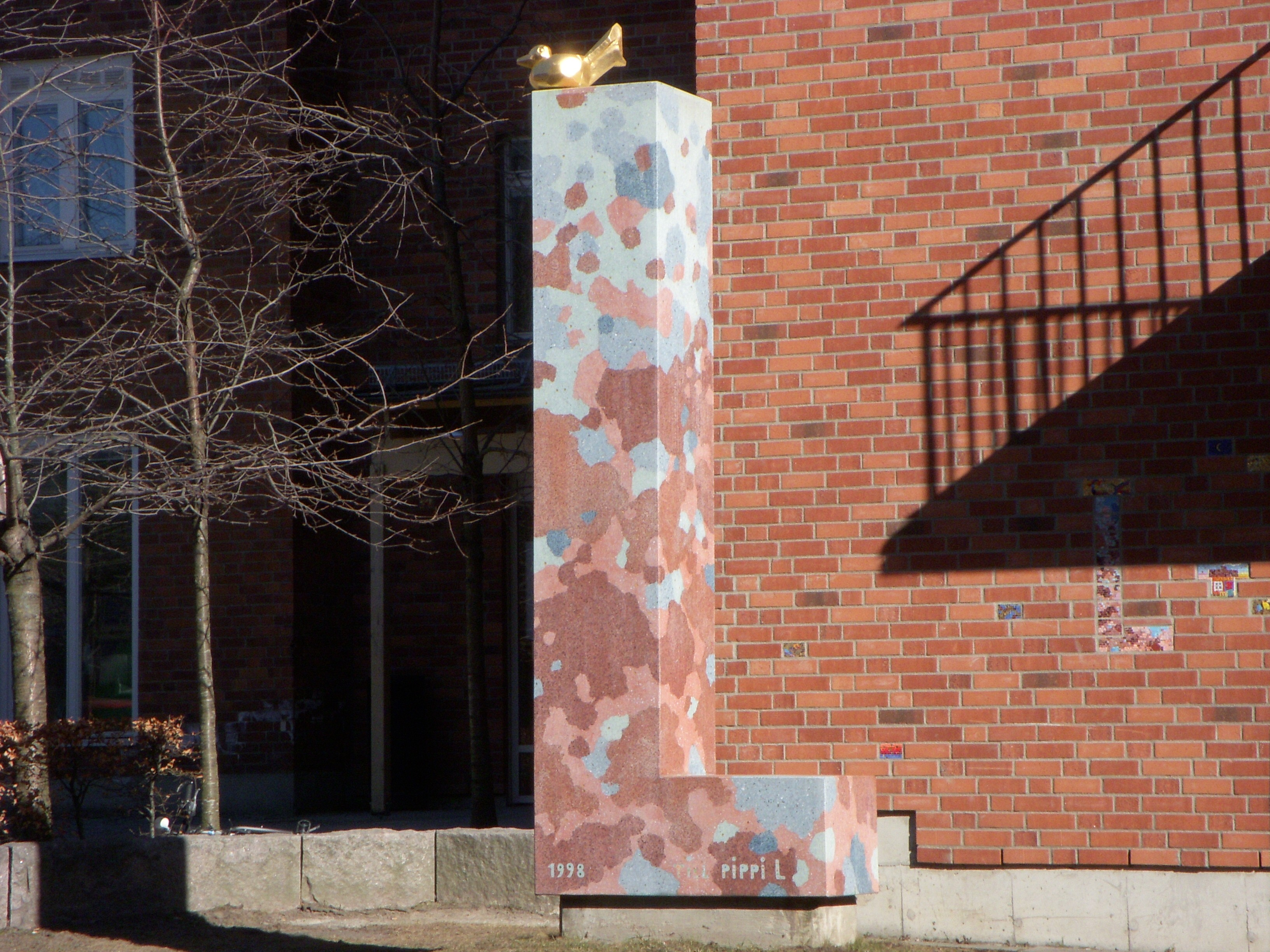
Enno Halleks "Pippi L" utanför Astrid Lindgrens barnsjukhus från 1998.

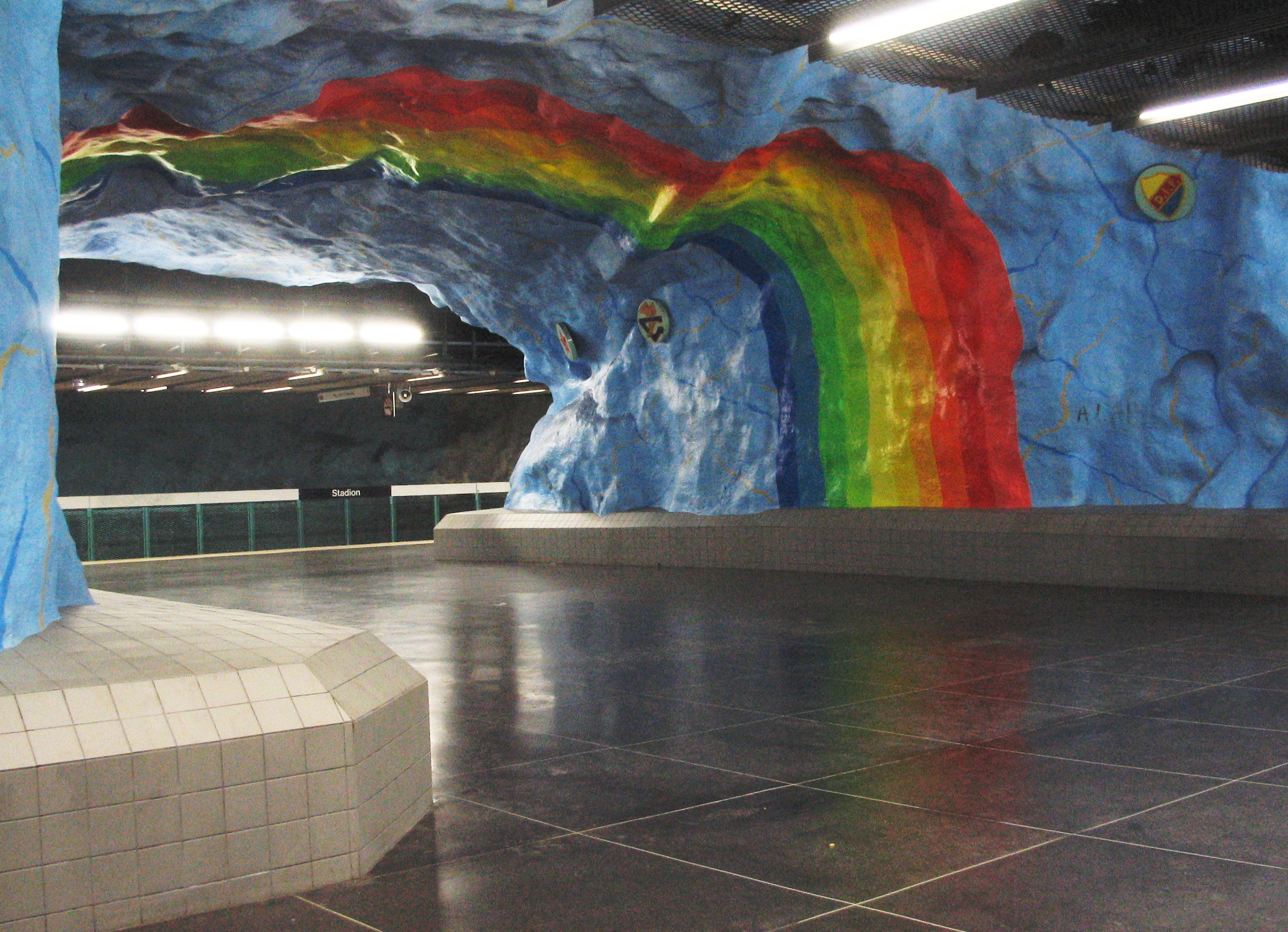
Stadions tunnelbanestation.

Enno Hallek hade sin första separatutställning 1963 och har sedan dess regelbundet ställt ut. Återkommande motiv i hans konstverk är regnbågsfärgskalan och solnedgångar, något som enligt Hallek speglar hans uppväxt på och vid havet. Under stora delen av barndomen levde familjen ombord på fiskebåten som även fungerade som bostad. Under 1970- och 80-talen arbetade Hallek med hybrider mellan skulpturer och måleri. Hallek kunde 1989 för första gången återvända till Estland och sedan dess har han haft flera utställningar i Estland.
Sedan 1990 har Hallek arbetat med en serie målningar som han kallar bärbara solnedgångar. Målningarna består av två halvcirkelformer, som sågats ur plywoodskivor, som är förbundna med snören och försedda med ett handtag. På våren 2008 hade Hallek en separatutställning på Moderna museet i Stockholm där solnedgångarna visades.
Enno Hallek har stått bakom flera offentliga utsmyckningar, förutom Stadions tunnelbanestation har han skapat en triumfbåge i Södra stationsområdet i Stockholm samt bidragit till den konstnärliga utsmyckningen av Astrid Lindgrens barnsjukhus i Solna kommun. Utanför byggnaden finns hans skulptur "Pippi L" från 1998. Den föreställer ett stort "L" med en guldfågel på toppen. Hallek är representerad vid bland annat Göteborgs konstmuseum, Norrköpings konstmuseum och Moderna museet.
2019 mottog han Prins Eugen-medaljen för framstående konstnärlig gärning.